# Hans Kummerlöwe

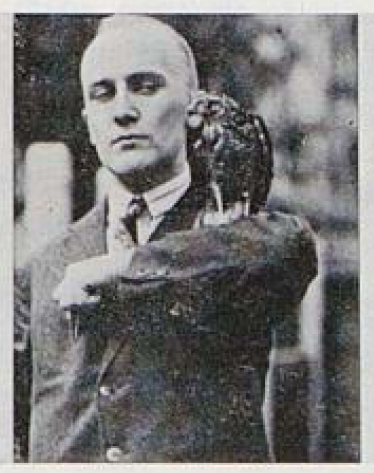
Hans Kummerlöwe 1928, mit Sperber. Vogelwarte Rossitten

Hans Kummerlöwe (* 5. September 1903 in Leipzig; † 11. August 1995 in München), seit etwa 1947 auch Kumerloeve, war ein deutscher Ornithologe.

## Leben
Kummerlöwe studierte Naturwissenschaften an der Universität Leipzig. Während des Studiums lernte er Günther Niethammer kennen und trat 1923 der Deutschen Ornithologischen Gesellschaft bei. Seine Dissertation zum Thema „Vergleichende Untersuchungen über das Gonadensystem weiblicher Vögel“ fertigte er 1930 bei Johannes Meisenheimer an.
Der NSDAP war Kummerlöwe angeblich bereits 1925 beigetreten (Kreismitgliedsnummer 100 NSDAP Leipzig), de facto aber 1926 (Mitgliedsnummer 40.157). Noch früher gehörte er der SA an. Im November 1925 war er Mitbegründer der Leipziger Gruppe des NS-Studentenbundes, bei der es sich um die erste NS-Studentengruppe im Reich handelte. Der eigentliche NS-Studentenbund wurde erst 1926 gegründet. Im Juni 1926 nahm er am ersten Reichsparteitag der NSDAP teil. Später trat er zudem dem NS-Lehrerbund bei. Am 1. April 1934 wurde Kummerlöwe zum Beamten als Stellenanwärter an der Petri-Schule in Leipzig ernannt und war ab dem 16. Juni 1934 Studiendirektor an der Helmholtzschule in Leipzig. Er wurde 1935 Gutachter beim Hauptamt für Erziehung der NSDAP-Reichsleitung. In NS-Akten wurde er als „fanatischer Nationalsozialist“ beurteilt.
1933 unternahm Kummerlöwe gemeinsam mit Niethammer erste ornithologische Studienreisen in die nördliche und westliche Türkei. Am 11. Dezember 1935 übernahm er die Leitung der Staatlichen Museen für Tier- und Völkerkunde Dresden, ab Sommersemester 1937 zusätzlich die Leitung des Zoologischen Institutes der Technischen Hochschule Dresden, und ab 14. August 1940 war er erster Direktor der wissenschaftlichen Museen in Wien. Nach Beginn des Zweiten Weltkrieges führte er 1939 für die Wehrmacht „Anthropologische Erhebungen an polnischen Kriegsgefangenen“ im Kriegsgefangenenlager Kaisersteinbruch durch. Bei der Fachzeitschrift Der Biologe, die 1939 vom SS-Ahnenerbe übernommen wurde, war er Sachbearbeiter für den Bereich Wissenschaftliche Museen.

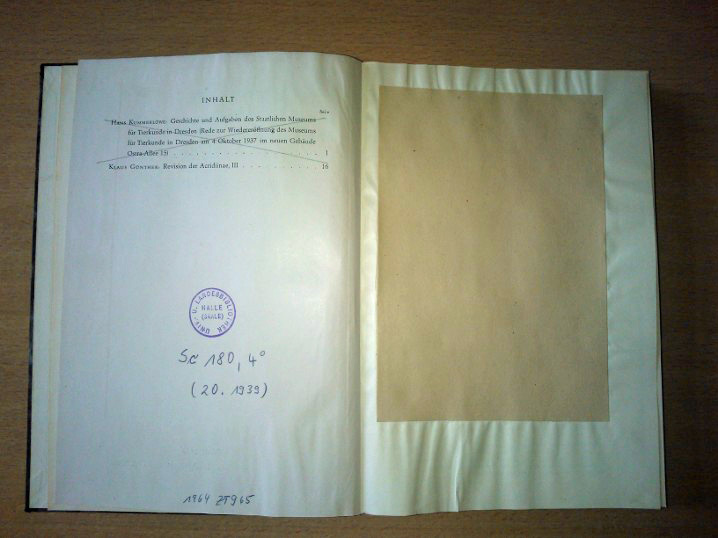
Zeitschrift „Abhandlungen und Berichte aus den Staatlichen Museen für Tierkunde und Völkerkunde in Dresden“, Band 20 in der Universitäts- und Landesbibliothek Halle. Der Artikel von Kummerlöwe (1939) wurde auch hier von Unbekannten im Inhaltsverzeichnis durchgestrichen. Die Seiten 1–14 wurden entfernt und die Seite 15 überklebt. Auf Seite 16 beginnt der nächste Artikel.

Seine Vorstellungen zur, teilweise politisch motivierten, Umgestaltung der Museen in Dresden und Wien kommen insbesondere in zwei Veröffentlichungen aus den Jahren 1939 und 1940 zum Ausdruck. Die Publikation von 1939 ist nach Angaben von Eugeniusz Nowak in vielen Bibliotheken, wenn überhaupt auffindbar, passagenweise von Unbekannten überklebt worden. Besonders betrifft dies Passagen mit Bezug auf Adolf Hitler und die NSDAP. Es wird vermutet, dass Kummerlöwe persönlich die Bibliotheken besuchte und Bücher bearbeitete. Sogar in den Bibliotheken in Moskau und Leningrad fehlten die fraglichen Arbeiten.
Nach dem Zweiten Weltkrieg zog Kummerlöwe nach Osnabrück und änderte seinen Namen in Kumerloeve, angeblich aus genealogischen Erwägungen. Von Mai bis Oktober 1948 war Kumerloeve Vogelwart auf Amrum. Nach der Gründung der Bundesrepublik wurde er nicht als Beamter übernommen, aber er erhielt eine Beamtenpension. Seit 1964 lebte er in Gräfelfing. 1970 erfolgte die Ernennung zum ehrenamtlichen Mitarbeiter am Museum Koenig in Bonn. Im August 1995 starb er nach dreimonatiger schwerer Krankheit im Alter von 91 Jahren.
Die Ohrenlerchen-Unterart Eremophila alpestris kumerloevei in Kleinasien wurde 1995 nach ihm benannt.

## Forschungsreisen nach 1945
Nach 1945 arbeitete Kumerloeve als Privatforscher. Er wurde ab 1949 von der DFG großzügig finanziell unterstützt. Noch 1987 erhielt der 84-jährige Geld von der DFG. Er wurde allein von der DFG 23-mal gefördert. Dabei erhielt er 13-mal Reisebeihilfen. Er reiste damit u. a. siebenmal in die Türkei. Eugeniusz Nowak schrieb 2010: Hatte damals die DFG mehr Geld als heute? Oder hatte gerade dieser Antragsteller mehr Glück als andere? Wissenschaftler der Gegenwart können von einer solchen Finanzierung nur träumen!
Kumerloeve veröffentlichte nach 1945 zahlreiche wissenschaftliche Werke, insbesondere über die Vogelfauna der Türkei.

## Veröffentlichungen
Hans Kummerlöwe/Kumerloeve verfasste rund 400 wissenschaftliche Werke, teils zusammen mit türkischen Kollegen in türkischer Sprache. Einige seiner Werke sind:
- Vergleichende Untersuchungen über das Gonadensystem weiblicher Vögel.* Teil IV: Über zwei singende Kanerienvogelweibchen und über ein Amselweibchen mit ungewöhnlich intensiver Schnabelfärbung. Zeitschrift für mikroskopisch-anatomische Forschung 25, 1931, S. 311–319 (in Ergänzung zu seiner Dissertation).
- Die Säugetiere (Mammalia) der Türkei. Zoologische Staatssammlung, München 1975.
- Bibliographie der Säugetiere und Vögel der Türkei (rezente Fauna). Zoologisches Forschungsinstitut und Museum Alexander Koenig, Bonn 1986, ISBN 3-925382-21-6.